# دوروتی دافی
دوروتی دافی (انگلیسی: Dorothy Duffy؛ زادهٔ ۱۹۸۰ میلادی) بازیگر اهل ایرلند شمالی است.
از فیلم‌ها یا برنامه‌های تلویزیونی که وی در آن نقش داشته‌است، می‌توان به خواهران مگدالن و پیترلو اشاره کرد.